# Cremeaux
Cremeaux ist eine französische Gemeinde mit 913 Einwohnern (Stand: 1. Januar 2022) im Département Loire in der Region Auvergne-Rhône-Alpes; sie gehört zum Arrondissement  Roanne und zum Kanton Renaison. Die Einwohner werden Cremausiens genannt.

## Geographie
Cremeaux liegt etwa 17 Kilometer südsüdwestlich von Roanne im Forez. Umgeben wird Cremeaux von den Nachbargemeinden Cherier im Norden, Saint-Jean-Saint-Maurice-sur-Loire im Nordosten, Bully und Saint-Polgues im Osten, Souternon im Südosten, Luré im Süden, Juré im Westen und Südwesten sowie Saint-Just-en-Chevalet im Westen und Nordwesten.

## Bevölkerungsentwicklung
| Jahr                       | 1962 | 1968 | 1975 | 1982 | 1990 | 1999 | 2006 | 2017 |
| Einwohner                  | 1131 | 1088 | 987  | 970  | 937  | 904  | 932  | 904  |
| Quellen: Cassini und INSEE |      |      |      |      |      |      |      |      |

## Sehenswürdigkeiten
- Kirche Notre-Dame aus dem 17. Jahrhundert
- Reste der Burganlage aus dem 13. Jahrhundert